# Turan Air
Turan Air — колишня азербайджанська авіакомпанія. Штаб-квартира знаходилась в Баку, Азербайджан. Виконувала як внутрішні, так і міжнародні рейси у Росію. 

## Флот

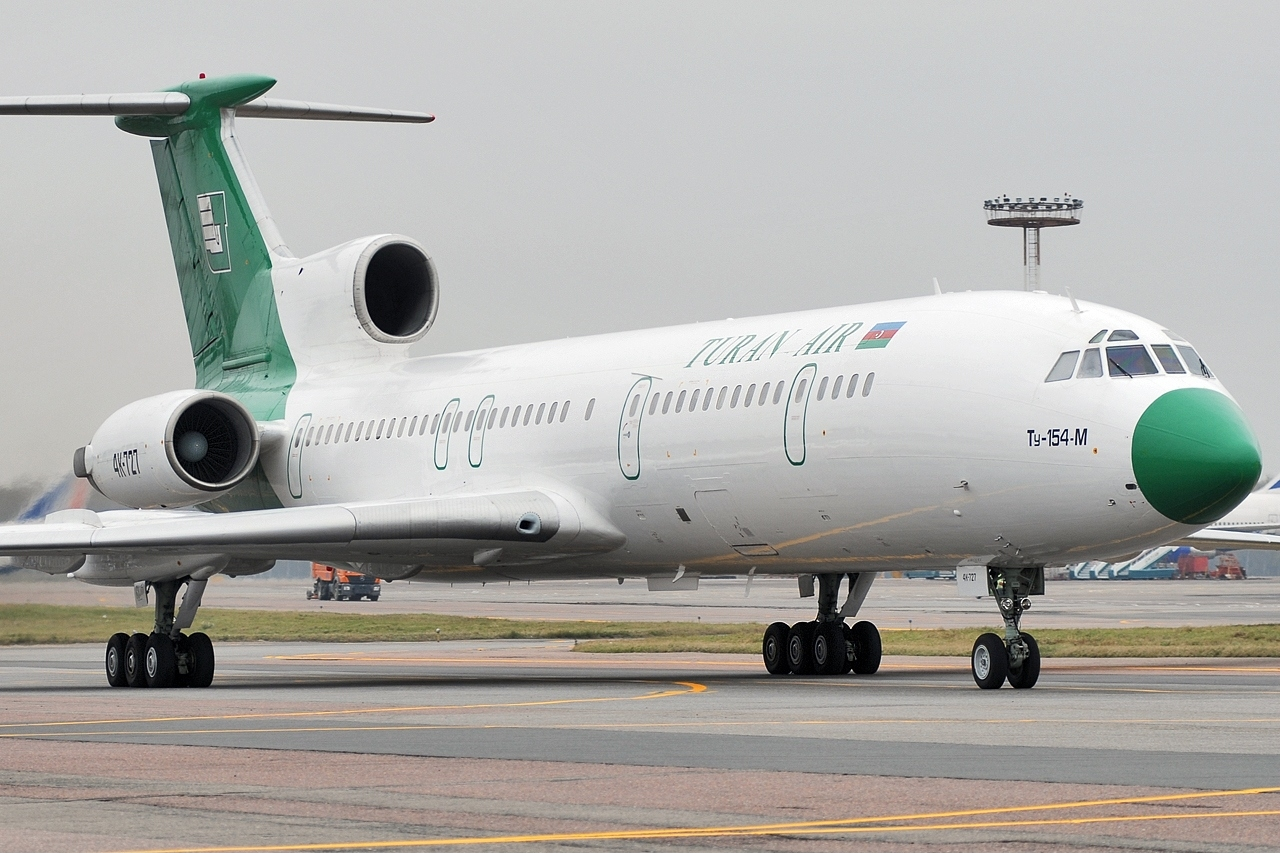
Turan Air Ту-154

- 5 літаків Ту-154М [1]